# Halmruitertje
Het halmruitertje (Marasmiellus vaillantii) is een schimmel behorend tot de familie Omphalotaceae. Het leeft saprotroof, mogelijk soms necrotroof parasitair op grassen, kruidachtige planten, blad van loofbomen, zelden op takjes en twijgen van loof- en naaldbomen, in open vegetaties, in moerassen, ruigten, in loof- en gemengde loof- en naaldbossen.

## Kenmerken
De cheilocystidia zijn koraalachtige vertakt.

## Verspreiding
In Nederland komt het zeer algemeen voor. Het staat niet op de rode lijst en is niet bedreigd.

## Foto's

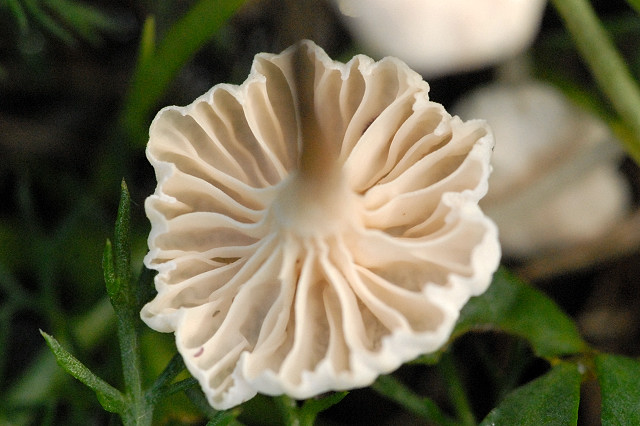
Lamellen